# Tipula (Lunatipula) nocturna
Tipula (Lunatipula) nocturna is een tweevleugelige uit de familie langpootmuggen (Tipulidae). De soort komt voor in het Palearctisch gebied.